# Teresa Carvalho
Teresa Kristina Carvalho, född 22 augusti 1984 i Kvillinge församling i Östergötlands län, är en svensk politiker (socialdemokrat). Hon är ordinarie riksdagsledamot sedan 2014, invald för Östergötlands läns valkrets, och Socialdemokraternas rättspolitiska talesperson sedan 2024.

## Biografi
Carvalho är uppvuxen i Åby. Hennes far Fernando Carvalho hade varit parlamentsledamot i Portugal innan han kom till Sverige och hennes mor Ulla Petterson Carvalho var kommunalråd för Socialdemokraterna i Norrköpings kommun. Teresa Carvalho är yngre syster till Paula Carvalho.
Carvalho har en politices magisterexamen från Linköpings universitet. Hon har arbetat på Riksbyggen och Byrån mot diskriminering i Östergötland.

## Politisk karriär
Carvalho var ordförande i arbetsmarknads- och vuxenutbildningsnämnden i Norrköpings kommun 2011–2014 och vice ordförande i kommunstyrelsen 2012–2014. Sedan valet 2014 är hon riksdagsledamot. 2014–2022 var hon ledamot i socialförsäkringsutskottet. 2022–2024 var hon vice ordförande i arbetsmarknadsutskottet och arbetsmarknadspolitisk talesperson för Socialdemokraterna, och sedan oktober 2024 är hon vice ordförande i justitieutskottet och partiets rättspolitiska talesperson.

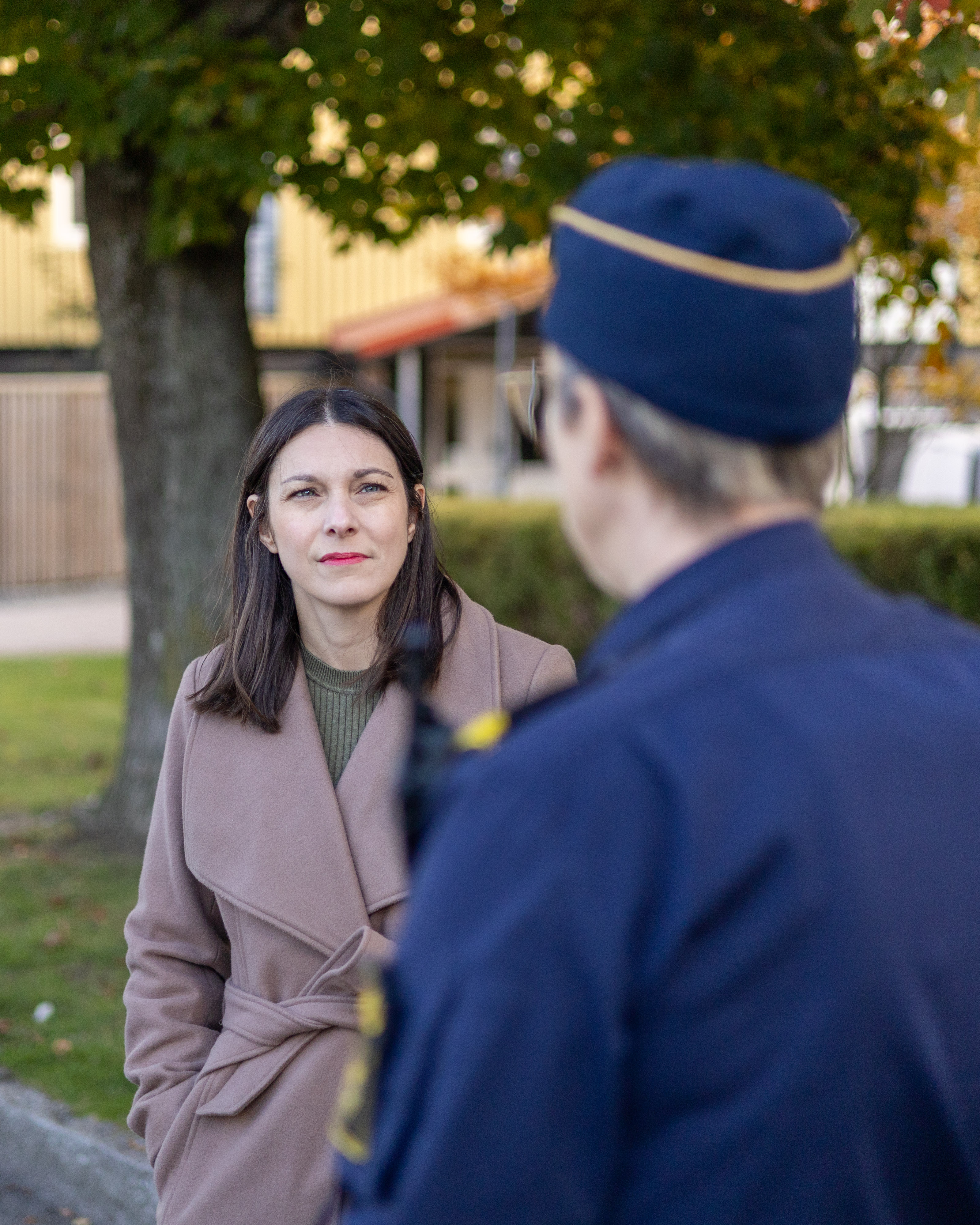
Teresa Carvalho i samspråk med en polis 2024.